# Minta Durfee
Minta Durfee, all'anagrafe Araminta Estelle Durfee (Los Angeles, 1º ottobre 1889 – Woodland Hills, 9 settembre 1975), è stata un'attrice statunitense dell'epoca del muto, conosciuta soprattutto per la sua interpretazione nel film Mickey (1918).

## Biografia
Mosse i primi passi nel mondo dello spettacolo a diciassette anni come ragazza di fila in compagnie teatrali locali, diventando poi la primadonna della compagnia di Charlie Chaplin. Quando era agli inizi della propria esperienza teatrale incontrò Roscoe Arbuckle, che sposò nell'agosto 1908. La coppia si separò nel 1924, appena prima che scoppiasse lo scandalo relativo alla morte della starlet Virginia Rappe. Arbuckle fu processato tre volte prima di essere definitivamente assolto, ma la sua carriera ne fu distrutta e da allora lavorò pochissimo. Lui e Minta Durfee divorziarono nel 1925.
Molto tempo dopo la Durfee parlò di Arbuckle come dell'essere umano più generoso che abbia mai incontrato, dicendo che se potessi ricominciare la mia vita da capo sposerei lo stesso uomo. La Durfee difese inoltre accanitamente Mabel Normand, della quale era molto amica, e si espresse in più occasioni in termini lusinghieri nei suoi confronti, fino alla morte della Normand. Dopo l'epoca del muto lavorò spesso per la televisione, comparendo in trasmissioni come Noah's Ark (1956). Continuò inoltre a lavorare nel cinema in ruoli di secondo piano in film come Terra senza donne (1935), Rose Marie (1936), Com'era verde la mia valle (1941), Questo pazzo, pazzo, pazzo, pazzo mondo (1963) e Voglio essere amata in un letto d'ottone (1964).
Nell'ultima parte della vita tenne varie conferenze sul cinema muto, partecipando a retrospettive sui film suoi e del marito, apprezzando il rinnovato interesse del pubblico verso il cinema muto e facendo del suo meglio per agevolarne la rinascita. Malata di cuore, morì nel 1975 a Woodland Hills, in California, alla Motion Picture Country Home.

## Filmografia parziale
Quando manca il nome del regista, questo non viene riportato nei titoli
- A Quiet Little Wedding, regia di Wilfred Lucas (1913)
- The Janitor, regia di Wilfred Lucas (1913)
- Fatty at San Diego, regia di George Nichols (1913)
- Wine, regia di George Nichols (1913)
- A Muddy Romance, regia di Mack Sennett (1913)
- Fatty Joins the Force, regia di George Nichols (1913)
- Fatty's Flirtation, regia di George Nichols (1913)
- His Sister's Kids, regia di George Nichols (1913)
- A Misplaced Foot, regia di Wilfred Lucas (1914)
- The Under-Sheriff, regia di George Nichols (1914)
- A Flirt's Mistake, regia di George Nichols (1914)
- Rebecca's Wedding Day, regia di George Nichols (1914)
- Charlot al ballo (Tango Tangles), regia di Mack Sennett (1914)
- Charlot aristocratico (Cruel, Cruel Love), regia di George Nichols (1914)
- Charlot innamorato (The Star Boarder), regia di George Nichols (1914)
- L'appuntamento di Charlot (Twenty Minutes of Love), regia di Joseph Maddern e Charlie Chaplin (1914)
- Where Hazel Met the Villain, regia di Roscoe 'Fatty' Arbuckle (1914)
- Charlot falso barone (Caught in a Cabaret), regia di Mabel Normand (1914)
- A Suspended Ordeal, regia di Roscoe 'Fatty' Arbuckle (1914)
- The Water Dog, regia di Roscoe 'Fatty' Arbuckle (1914)
- Charlot e la partita di boxe (The Knockout), regia di Mack Sennett (1914)
- Fatty and the Heiress, regia di Roscoe 'Fatty' Arbuckle (1914)
- Fatty's Finish, regia di Roscoe 'Fatty' Arbuckle (1914)
- The Sky Pirate, regia di Roscoe 'Fatty' Arbuckle e Edward Dillon (1914)
- Those Happy Days, regia di Roscoe 'Fatty' Arbuckle e Edward Dillon (1914)
- Fatty's Gift, regia di Roscoe 'Fatty' Arbuckle (1914)
- Charlot sulla scena (The Masquerader), regia di Charles Chaplin (1914)
- Charlot in cerca di lavoro (His New Profession), regia di Charlie Chaplin (1914)
- Charlot si diverte (The Rounders), regia di Charlie Chaplin e Roscoe Arbuckle (1914)
- Lover's Luck, regia di Roscoe 'Fatty' Arbuckle (1914)
- Fatty's Debut, regia di Roscoe 'Fatty' Arbuckle (1914)
- Fatty Again, regia di Roscoe 'Fatty' Arbuckle (1914)
- Lovers' Post Office, regia di Roscoe 'Fatty' Arbuckle (1914)
- An Incompetent Hero, regia di Roscoe 'Fatty' Arbuckle (1914)
- Il fortunoso romanzo di Tillie (Tillie's Punctured Romance), regia di Mack Sennett (1914)
- Fatty's Wine Party, regia di Roscoe 'Fatty' Arbuckle (1914)
- Fatty's Magic Pants, regia di Roscoe 'Fatty' Arbuckle (1914)
- Fatty and Minnie He-Haw, regia di Roscoe 'Fatty' Arbuckle (1914)
- Fatty and Mabel at the San Diego Exposition, regia di Roscoe 'Fatty' Arbuckle (1915)
- Mabel, Fatty and the Law, regia di Roscoe 'Fatty' Arbuckle (1915)
- Fatty's Reckless Fling, regia di Roscoe 'Fatty' Arbuckle (1915)
- Fatty's Chance Acquaintance, regia di Roscoe 'Fatty' Arbuckle (1915)
- Fatty's Faithful Fido, regia (non accreditato) di Roscoe 'Fatty' Arbuckle (1915)
- When Love Took Wings, regia di Roscoe 'Fatty' Arbuckle (1915)
- Court House Crooks (1915)
- Fickle Fatty's Fall, regia di Roscoe 'Fatty' Arbuckle (1915)
- A Village Scandal, regia di Roscoe 'Fatty' Arbuckle (1915)
- Fatty and the Broadway Stars, regia di Roscoe 'Fatty' Arbuckle (1915)
- Bright Lights, regia di Roscoe 'Fatty' Arbuckle (1916)
- His Wife's Mistakes, regia di Roscoe 'Fatty' Arbuckle (1916)
- The Other Man, regia di Mack Sennett (1916)
- Mickey, regia di F. Richard Jones e James Young (1918)
- The Cabaret, regia di Harley Knoles (1918)
- Rose Marie, regia di W. S. Van Dyke (1936)
- Questo pazzo, pazzo, pazzo, pazzo mondo (It's a Mad, Mad, Mad, Mad World), regia di Stanley Kramer (1963)